# آنه اندرسون (نقاش)
آنه اندرسون (به انگلیسی: Anne Anderson؛ ۱۸۷۴–۲۶ مه ۱۹۵۲) یک تصویرگر پرکار اسکاتلندی بود، که در درجه نخست به خاطر تصاویر کتاب‌های هنری کودکان مشهور بود، اگرچه کارت‌های تبریک، نقاشی، ترسیم و طراحی نیز داشت. سبک نقاشی او تحت تأثیر معاصرانش، چارلز رابینسون، و جسی ماریون کینگ قرار داشت و به سبک همسرش آلن رایت (۱۹۵۴–۱۸۶۴) شبیه بود.

## زندگی شخصی

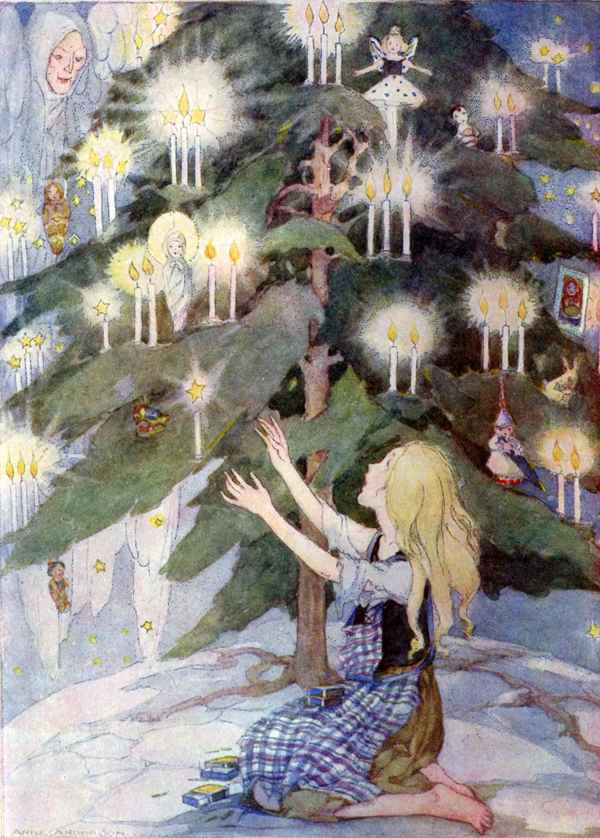
دخترک کبریت فروش

آنی «آنه» اندرسون و خواهران و برادرانش - چهار برادر و یک خواهر، گریس - در سال ۱۸۷۴ در اسکاتلند متولد شدند و دوران کودکی خود را در آرژانتین گذراندند. با رسیدن به بزرگسالی، آنی و گریس برای یافتن کار به انگلیس بازگشتند. تا سال ۱۹۱۰، آنی یک کلبه در بارکشر خرید.
او در ژوئن سال ۱۹۱۲ با هنرمند آلن رایت ازدواج کرد در کلیسای عمومی بورگفیلد در بارکشر، و آنها در کلبه ای که دو سال قبل خریداری کرده بود زندگی کردند. گرچه آنها در بسیاری از پروژه‌ها همکاری داشتند، آن به عنوان نیروی محرک در نظر گرفته شد. پس از آن فرصت وی برای کار محدود شد، اما او همچنان به تصویرگری همسرش کمک کرد.

## تصاویر کتاب و آثار دیگر
تصویرگری کتاب او در اواخر دوره ادواردیان ظاهر شد. تصاویر او را می‌توان در کتابها و سالانه‌های کودکان یافت، و اغلب در کارت پستال‌ها مورد استفاده قرار می‌گرفت.

### نگارخانه

#### نمونه‌هایی از کارهای او

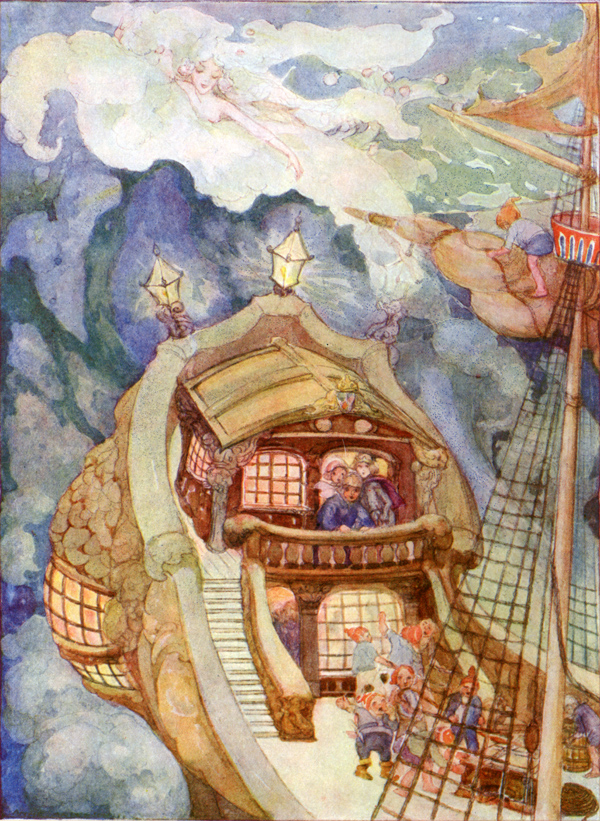
پری دریایی
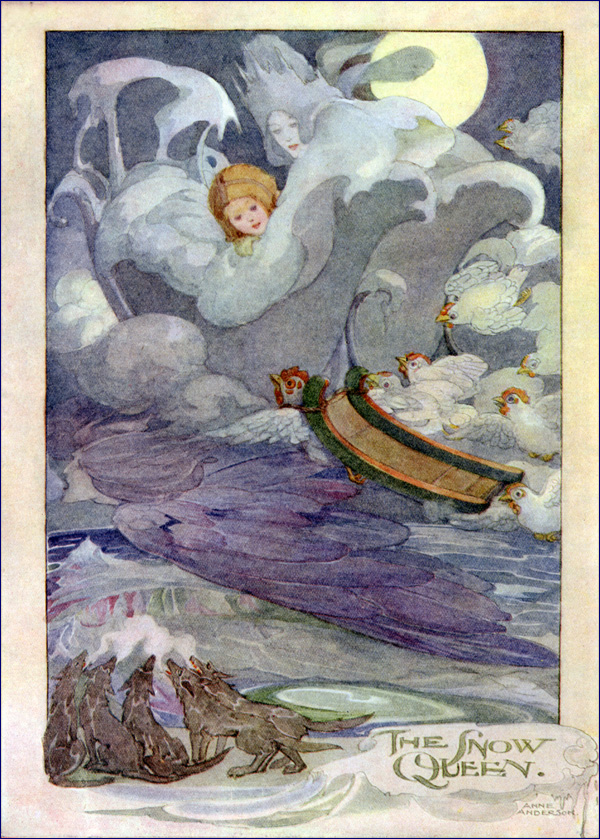
ملکه برفی
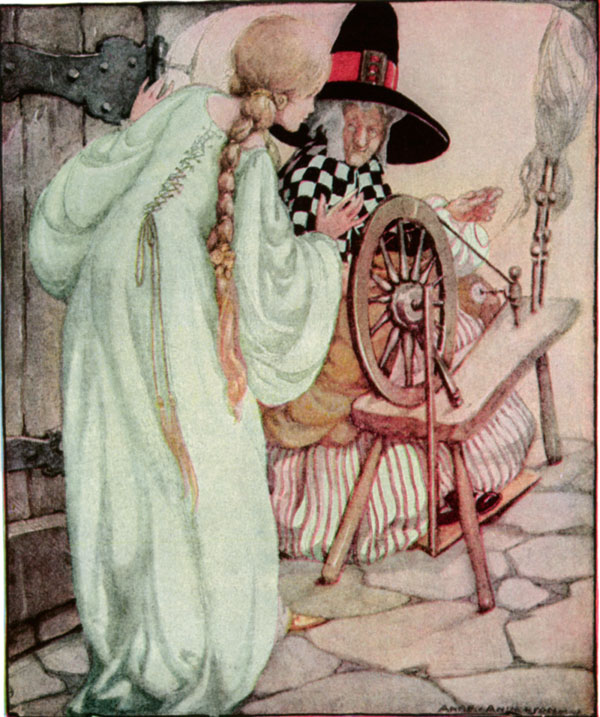
زیبای خفته
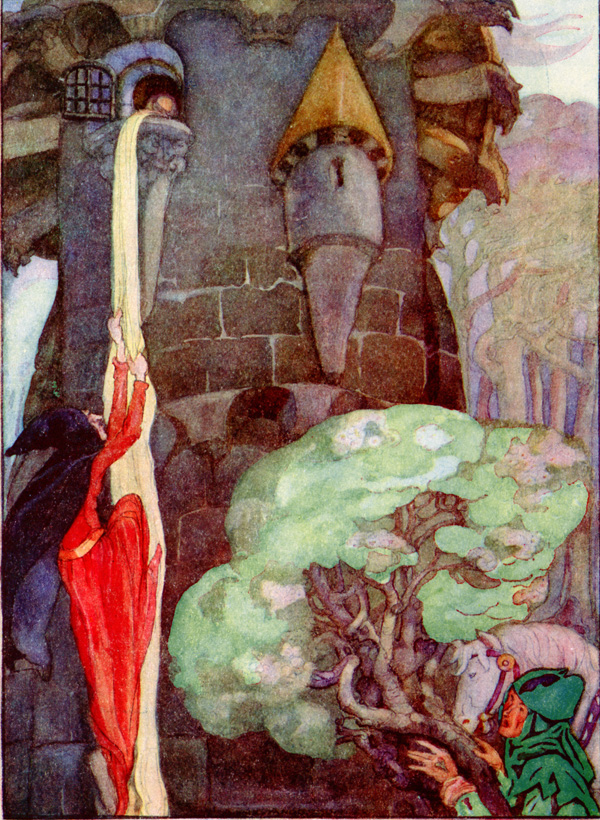
گیسوکمند
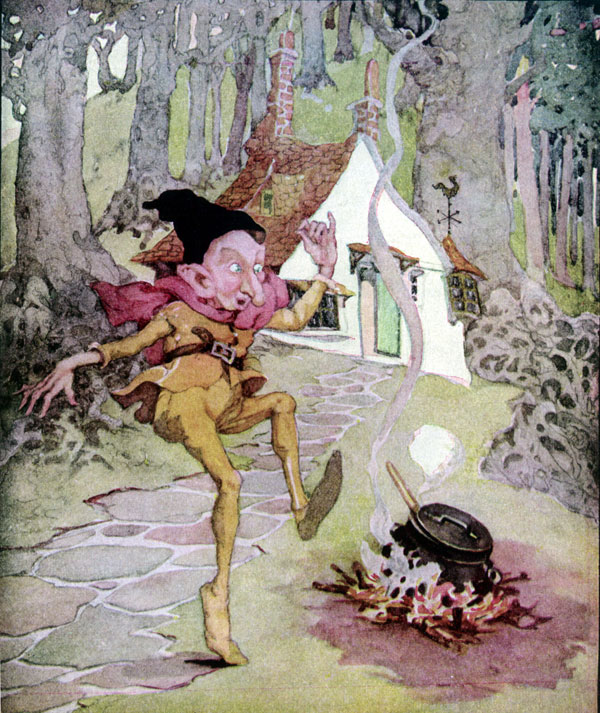
رامپل استیلتسکین
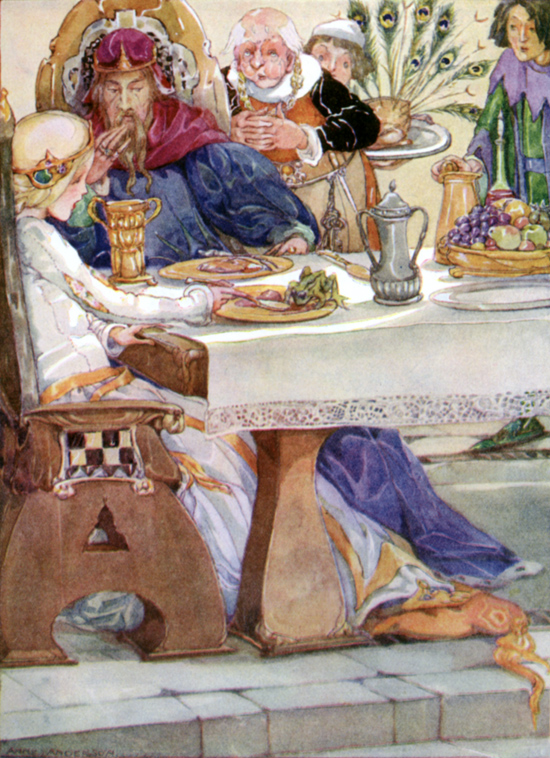
شاهزاده و قورباغه
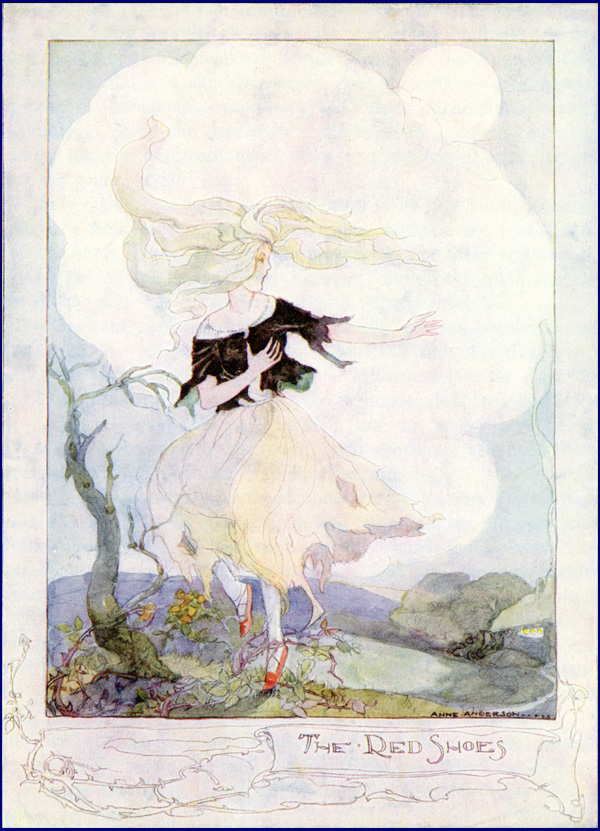
کفشهای قرمز
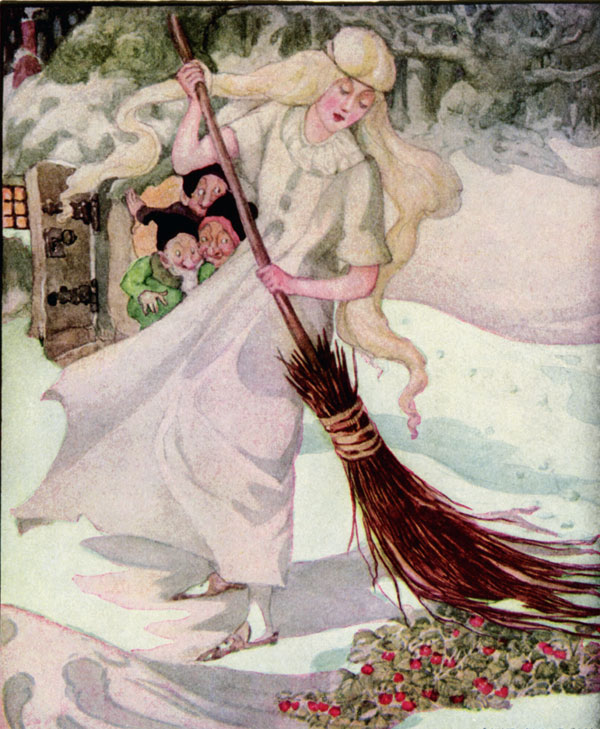
سه کوتوله

## مرگ
در حالی که برخی منابع درگذشت اندرسون را در سال ۱۹۳۰ ذکر کرده‌اند، منابع دیگر می‌گویند که او در سال ۱۹۳۶ درگذشته است، و برخی دیگر نشان می‌دهند که او هنوز پس از جنگ جهانی دوم زنده بود.
با این وجود، در ۲۹ مه ۱۹۵۲ در فهرست دفن برکشایر برای یک هنرمند متأهل به نام آنی رایت، ۷۶ساله، که در بورگفیلد مشترک زندگی کرده بود، وجود دارد. با توجه به اینکه یک ورودی در صفحه اول دفن همان در ۱۷ ژوئیه ۱۹۵۹ به صورت بیوه به نام آلن رایت، در سن ۹۴سالگی، که او نیز در بورگفیلد اقامت داشتند، وجود دارد